# Charlotte Saumaise de Chazan
Pour les articles homonymes, voir Chazan.
Charlotte Saumaise de Chazan, orthographié aussi Saumaize de Chazan, mieux connue sous le nom de Madame de Brégy, née à Paris en 1619 et morte le 13 avril 1693, est une poétesse, précieuse et dame d'honneur d'Anne d'Autriche.

## Biographie
Charlotte Saumaise de Chazan est la fille d'un secrétaire des commandements de Gaston de France, Bégnine de Saumaise et d'une femme de chambre de reine, Marguerite Hébert. Elle est également la nièce du savant Claude Saumaise qui s'occupa de son éducation,. À dix-huit ans, on lui octroie une charge auprès de Marie de Médicis.
Elle est mariée à l'âge de 14 ans au lieutenant général Nicolas de Flécelles, comte de Brégy, Conseiller d'État et ambassadeur de France en Suède. Après plusieurs grossesses et de nombreuses années de séparation de par le travail de son époux, elle obtient une séparation des biens en 1651 et de corps en 1673. Ils ont quatre enfants ensemble : Anne-Marie (1637-1684), Élisabeth, Jean-Baptiste (1642-1695) et Léonor (1664-1712),. Elle déshéritera ces deux derniers, laissant toute sa fortune à Elisabeth à sa mort.
Poétesse, elle est certaines fois engagée par Louis XIV pour écrire des vers pour lui. Dame d'honneur de la reine Anne d'Autriche, elle entretient une correspondance avec de grands noms de son temps comme les reines d'Angleterre et de Suède, avec la comtesse de Soissons, l’archevêque de Paris, ou encore Monsieur frère du Roi. À la mort de la Reine en 1666, elle reste proche de Philippe d'Orléans. Elle participe aussi au recueil de portraits réunis par Mlle de Montpensier en 1659 et compose des épigrammes avec Henriette de Coligny de La Suze.
Elle meurt au Palais-Royal le 13 avril 1684 à l'âge de 74 ans,.
Son portrait (localisation actuelle inconnue), peint par Charles ou Henri Beaubrun, figurait dans la collection de tableaux de Louis XIV.

## Œuvres
- La Sphere de la Lune, composee de la Teste de la Femme, Paris, Antoine de Sommaville, 1652 (lire en ligne)
- Œuvres galantes, Paris, Ribou, 1666
- Lettres et vers, Leyde, 1668

## Éditions critiques contemporaines
- Charlotte Saumaise de Chazan, comtesse de Brégy, La sphère de la lune composée de la tête de la femme, préface d'Évelyne Berriot-Salvadore, Paris, éditions Côté-femmes, 1992.
- Charlotte Saumaise de Chazan, comtesse de Brégy, La réflexion de la lune sur les hommes, 1654, texte établi, annoté et commenté par Constant Venesoen, Paris, Champion, 2006 Avec une esquisse biographique, une bibliographie des oeuvres de Mme de Brégy et des études portant sur le sujet